# René Lacoste

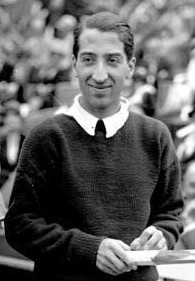
René Lacoste

Jean René Lacoste, född 2 juli 1904 i Paris, död 12 oktober 1996 i Saint-Jean-de-Luz, Pyrénées-Atlantiques, var en fransk tennisspelare, uppfinnare och affärsman. René Lacoste var den yngste av de franska tennisspelande "fyra musketörerna" som under andra halvan av 1920-talet och under de första åren av 1930-talet dominerade den internationella tennisscenen.
Lacoste upptogs 1976, tillsammans med de övriga tre musketörerna i International Tennis Hall of Fame.

## Tenniskarriären
Lacoste ingick från 1923 till och med 1928 i det franska Davis Cup-laget tillsammans med de andra musketörerna Jacques Brugnon, Henri Cochet och Jean Borotra. År 1927 vann laget cupen första gången efter att ha besegrat laget från USA med 3-2. Lacoste spelade en avgörande roll för segern, och besegrade i sina båda singelmatcher de amerikanska storspelarna Bill Tilden (6-3, 4-6, 6-3, 6-2) och Bill Johnston (6-3, 6-2, 6-2). Bill Tilden sade efter matchen att Lacoste är en av de bästa spelare han mött, men att förlusten ändå berodde på underskattning av motståndaren. Året därpå, när lagen åter möttes i DC-final, besegrade Tilden Lacoste över fem set. Frankrike behöll dock cuptiteln även detta år, liksom de följande fyra åren, eftersom hans lagkamrat Cochet vann sina båda singlar och tillsammans med Borotra också dubbeln.
Sin första singeltitel i en Grand Slam-turnering vann Lacoste, 20 år gammal, 1925 i Franska mästerskapen efter finalseger över Jean Borotra (7-5, 6-1, 6-4). Även i Wimbledonmästerskapen senare under samma år besegrade han i finalen Jean Borotra, nu med siffrorna 6-3, 6-3, 4-6, 8-6. Lacoste vann Franska mästerskapen ytterligare två gånger (1927 och 1929) och Wimbledon ytterligare en gång (1928). Amerikanska mästerskapen vann han 1926 och 1927. I finalerna i Franska- och Amerikanska mästerskapen 1927 besegrade han Bill Tilden. Sin sista GS-titel tog han 1929 i Franska mästerskapen efter att i en regnig final ha besegrat Jean Borotra.
Åren 1924-29 rankades Lacoste bland världens 10 bästa spelare, 1926 och 1927 som nummer ett. Han upphörde med tävlingsspel efter Franska mästerskapen 1929, endast 25 år gammal, på grund av luftrörsproblem.

## Spelaren och personen
René Lacoste började spela tennis först vid 15 års ålder. Han hade inte naturlig fallenhet för slagteknik, utan nådde sina framgångar på banan genom disciplin vid träningen och i matcher. Dessutom hade han en utomordentlig strategisk blick för spelet. Hans far, en välbärgad bilfirmeägare, var tveksam inför sonens planer på att bli tennisspelare, och ställde ett ultimatum att René inom fem år från det att han började spela skulle bli "storspelare" eller annars sluta spela. René Lacoste blev storspelare inom fem år. Under perioden som han stod på topp tränades han av den välrenommerade instruktören Henri Darsonval. Lacoste förberedde sig systematiskt inför större matcher. Bland annat kartlade han sina motståndares svagheter och noterade dessa skriftligt. Han hade sedan förmågan att utnyttja dessa svagheter genom att variera sitt spel därefter. Bill Tilden beklagade sig efter en förlustmatch mot Lacoste att denne inför matchen hade utvecklat en speciell tvistad serve som orsakade Tilden stora svårigheter vid servereturerna.
René Lacoste publicerade 1928 boken "Lacoste on Tennis".
Lacoste var gift med Simone Thion de la Chauwe, som var fransk amatörgolfmästare. Parets dotter, Catherine Lacoste vann damtävlingen US Open i golf 1967.

## Lacoste som affärsman och uppfinnare
Vid en av de avgörande finalmatcherna i Davis Cup, slog René Lacoste vad med en god vän George Robert om en krokodilskinnsväska att han skulle vinna nästa match. Detta blev bekant för den amerikanska publiken, som genast kallade honom för "Le Crocodile", ett smeknamn han allt sedan dess fick behålla. Hans gode vän gav honom ingen väska efter segermatchen, men broderade i stället en krokodil på Lacostes tenniströja. Efter det att Lacoste i förtid tvingats avsluta sin tenniskarriär, gav han sig, liksom fadern, in på affärslivet och började tillverka och sälja kvalitetskläder i första hand avsedda för tennis. År 1933 grundade han firman "Le Societe Chemise Lacoste". Mest känd är firmans bomullströja med polokrage, försedd med den karakteristiska "märkesloggan" i form av en grön krokodil (av en del anses det egentligen vara en alligator). Denna har sitt ursprung i vadet som beskrivs ovan. Särskilt under 1950-talet blev hans tenniskläder populära och välkända över hela världen. I dag säljs cirka 25 miljoner Lacoste-tröjor årligen. Från 1980-talet sköter hans son, Bernard Lacoste firman, som omsätter miljardbelopp årligen.
För att effektivare kunna träna smash, utvecklade René Lacoste en bollautomat som levererade bollar i lagom höjd.
René Lacoste designade under 1960-talet den tennisracket av stål som senare såldes som Wilson T-2000 och som användes av bland andra Jimmy Connors.

## Grand Slam-finaler, singel (10)

### Titlar (7)
| År   | Mästerskap                   | Finalmotståndare | Setsiffror               |
| 1925 | Franska mästerskapen         | Jean Borotra     | 7-5, 6-1, 6-4            |
| 1925 | Wimbledonmästerskapen        | Jean Borotra     | 6-3, 6-3, 4-6, 8-6       |
| 1926 | Amerikanska mästerskapen     | Jean Borotra     | 6-4, 6-0, 6-4            |
| 1927 | Franska mästerskapen(2)      | Bill Tilden      | 6-4, 4-6, 5-7, 6-3, 11-9 |
| 1927 | Amerikanska mästerskapen (2) | Bill Tilden      | 11-9, 6-3, 11-9          |
| 1928 | Wimbledonmästerskapen (2)    | Henri Cochet     | 6-1, 4-6, 6-4, 6-2       |
| 1929 | Franska mästerskapen (3)     | Jean Borotra     | 6-3, 2-6, 6-0, 2-6, 8-6  |

### Finalförluster (Runner-ups) (3)
| År   | Mästerskap            | Finalmotståndare | Setsiffror              |
| 1924 | Wimbledonmästerskapen | Jean Borotra     | 1-6, 6-3, 1-6, 6-3, 4-6 |
| 1926 | Franska mästerskapen  | Henri Cochet     | 2-6, 4-6, 3-6           |
| 1928 | Franska mästerskapen  | Henri Cochet     | 7-5, 34-6, 1-6, 3-6     |

## ÖvrigaGrand Slam-titlar
- Franska mästerskapen
  - Dubbel - 1924, 1925, 1929
- Wimbledonmästerskapen
  - Dubbel - 1925